# Groupe Picanol
Le groupe Picanol, aussi appelé Métiers Automatiques Picañol, est un groupe industriel diversifié actif dans le monde entier dans divers domaines : machines, technologie, agriculture, alimentation, gestion de l'eau, réutilisation efficace des sources d'énergie naturelles et autres marchés industriels. Il s'agit d'une société belge cotée en bourse dont le siège est à Ypres. Elle possède des sites de production en Asie et en Europe. Plus de 7 000 personnes travaillent pour le groupe Picanol dans le monde. Picanol, Proferro, PsiControl et Melotte appartiennent tous au groupe Picanol. Picanol est coté sur Euronext Brussels depuis 1966. 
Depuis 2022, le groupe Tessenderlo et le groupe Picanol possèdent le même CEO et le même actionnaire principal, Luc Tack, annonçant une fusion proche.

## Histoire
La société a été fondée en 1936, à Ypres, en Flandre, par Charles Steverlynck et Joan Picañol sous le nom de Weefmachines Picañol NV ou Métiers Automatiques Picañol en français. En 1971, Picanol présente son premier métier à tisser à commande électronique. En 1989, Proferro NV est devenue une société distincte du groupe Picanol. Cette année-là également, Picanol devient copropriétaire de ce qui était alors encore Protronic (maintenant PsiControl), et Melotte rejoint le groupe Picanol en 1990. Trois ans plus tard, Picanol obtient le certificat ISO 9001 comme garantie de la qualité de ses produits et services[réf. nécessaire]. Les nouvelles machines à tisser utilisant la technologie optique OptiMax-i sont lancées en 2007. En 2009, Luc Tack devient actionnaire majoritaire. Deux ans plus tard, le groupe Picanol célèbre son 75e anniversaire avec l'introduction d'un nouveau produit : la machine à tisser à air pulsé OMNIplus Summum. En 2012, Picanol Group investit dans l'expansion de son réseau mondial de vente et de services, y compris un nouveau siège social indien et une nouvelle succursale pour Picanol aux États-Unis[réf. nécessaire].
En juillet 2013, le groupe Picanol et la holding publique française SNPE signent un accord contraignant pour la vente des parts de la SNPE dans Tessenderlo Chemie, qui représentait 27,6 % du capital social de l'entreprise chimique[réf. nécessaire]. Picanol participe en novembre 2015 à la 17e édition de l'ITMA à Milan, le salon quadriennal de machines textiles le plus important au monde[réf. nécessaire].
En décembre 2015, une fusion entre Picanol et Tessenderlo pour former un groupe industriel a été annoncée, mais ce projet a été annulé en mars 2016 après avoir rencontré la résistance de certains actionnaires. Le 8 juillet 2022, Picanol et Tessenderlo annoncent leur intention de fusionner. Les actionnaires de Picanol recevraient 2,43 actions du groupe Tessenderlo pour chaque action Picanol qu'ils détiennent. Seul Tessenderlo serait alors encore coté en bourse. L'objectif est de conclure la transaction d'ici la fin de 2022[réf. nécessaire]. Cette même année, la société participe à l'ITME en Inde.